# Union valdôtaine
Pour les articles homonymes, voir Union valdôtaine (homonymie).
L’Union valdôtaine (abrégé en UV), connue aussi comme « le mouvement », est un parti politique italien, centriste et régionaliste, qui souhaite représenter les intérêts de la région autonome de la Vallée d'Aoste, aussi bien qu'en protéger le particularisme culturel et linguistique.
L'Union valdôtaine a été représentée de manière continue au sein du Parlement italien depuis 1976 et, grâce à la disparition de la Démocratie chrétienne, elle s'est transformée en parti attrape-tout de la région. En effet, le parti a augmenté le pourcentage de votes de ses voix, passant de 11,5 % en 1973 à 47,2 % en 2003. L'UV dirige la junte régionale de 1974 à 2017, excepté pendant un intermède de trois ans, et de nouveau depuis 2019.

## Histoire

### Fondation
Elle est créée le 13 septembre 1945 sur la base des principes de la déclaration de Chivasso, au lendemain de la promulgation des « décrets du lieutenant du Royaume », alors que l’Italie est encore un royaume. Ces décrets, approuvés par le gouvernement italien présidé par Ferruccio Parri le 8 août de la même année et communiqués à l’hôtel de ville d’Aoste, introduisaient les premiers éléments d’une organisation autonome pour ce qui allait devenir une région autonome dans le cadre de la nouvelle constitution italienne (entrée en vigueur en 1948). Pour l’Union valdôtaine le pouvoir d’« autogouvernement » attribué à la région par ces deux actes était trop faible et sa ligne politique était claire : seulement une « garantie internationale » aurait pu sauvegarder efficacement les droits des Valdôtains (ces décrets avaient pourtant été établis sur la pression de la France, le général Charles de Gaulle ayant même envisagé l’annexion de la région et pas seulement la rectification limitée de frontière qui a fait l’objet d’un traité en 1947).
Les fondateurs furent au nombre de 16 :
- Flavien Arbaney, géomètre ;
- Aimé Berthet, professeur ;
- Louis Berton, juriste ;
- Robert Berton, professeur ;
- Amédée Berthod, peintre ;
- Lino Binel, ingénieur ;
- Joseph Bréan, chanoine de Saint-Ours ;
- Charles Bovard, chanoine de Saint-Ours ;
- Séverin Caveri, avocat ;
- Albert Deffeyes, professeur ;
- Paul-Alphonse Farinet, juriste ;
- Joseph Lamastra, vétérinaire ;
- Félix Ollietti, notaire ;
- Ernest Page, avocat ;
- Jean-Joconde Stévenin, chanoine de Saint-Ours ;
- Maria Ida Viglino, professeure.

Le nom fut repris de l’organe de presse de la fin du XIXe siècle présidé par le syndic d’Aoste de l’époque César Chabloz.
La défense du « caractère ethnique et linguistique tout à fait particulier » de la Vallée d'Aoste est l’objectif prioritaire de l’UV (statuts du mouvement).

### Débuts
Bien qu'il fût à ses débuts un allié de la Démocratie chrétienne, avec qui il gouvernait en coalition entre 1946 et 1954, il s'en distancia rapidement, en même temps qu'il se rapprochait des partis de gauche.
Après cinq années d'opposition, l'Union valdôtaine remporte les élections régionales de 1959 en coalition avec le Parti communiste (PCI) et le Parti socialiste (PSI), avec 51,6 % des voix, contre les 48,6 % de la coalition formée par la Démocratie chrétienne (DC), le Parti libéral (PLI), le Parti social-démocrate (PSDI) et le Parti républicain (PRI). La coalition tripartite formée par l'UV, le PCI et le PSI gouverna jusqu'en 1966, année où les socialistes changèrent de camp et entrèrent en coalition avec la DC, comme ils l'avaient fait au niveau national trois années auparavant avec le rapprochement d'Amintore Fanfani (DC) et de Pietro Nenni (PSI).
L'UV eut à pâtir d'une rupture de sa faction conservatrice, qui forma le Rassemblement valdôtain (RV), dans le but d'appuyer la coalition dirigée par le démocrate-chrétien César Bionaz. Lors des élections régionales de 1968, l'UV n'obtint que 16,7 % des voix (RV 5,4 %), tandis qu'à celles de 1973, avec la scission de l'aile social-démocrate, l'Union valdôtaine progressiste (UVP), l'UV n'atteint que 11,5 %, affaiblie autant par les résultats de l'UPV (6,7 %) et RV (1,6 %), ainsi que par ceux des Démocrates populaires (22,4 %), nés d'une scission de l'aile gauche de la DC.

### Retour au pouvoir
L'UV retourne au pouvoir après les élections de 1973 en Vallée d'Aoste à la tête d'une coalition régionaliste dirigée par Mario Andrione, également composée par l'UPV et RV. Cette coalition s'agrandit en 1975 en s'unissant aux démocrates-chrétiens et aux socialistes. Après les élections régionales de 1978, l'UV devint le principal parti de la région avec 24,7 % des voix, DP, le PSDI et le PRI remplacent le PSI comme membres de la coalition avec l'UV, l'UPV et RV.
En 1984, Andrione est remplacé par Auguste Rollandin, autre membre de l'UV, à la tête du gouvernement composé par l'UV, la DC, DP, l'UPV et le PRI entre 1983 et 1988. Dans les années 1980, l'UV renforce sa position comme parti le plus fort en obtenant 27,1 % des voix en 1983 et 34,2 % en 1988 où Rollandin gouverne à la tête d'une coalition formée par l'UV, la DC, le PSI, le PRI et les Autonomistes démocrates progressistes (ADP), formation née de la fusion de DP et de l'UPV.
Après avoir été exclue du gouvernement durant trois ans, l'UV retrouve le pouvoir après les élections de 1993 à la tête d'une coalition dirigée par Dino Viérin et composée par l'UV, le Parti démocrate de la gauche (PDS), la Fédération des Verts, ADP, le PSI et le PRI. La coalition se prolonge entre 1998 et 2006 formée par l'UV et les Démocrates de gauche (DS), avec l'appui de deux partis régionalistes, Stella Alpina (SA) et la Fédération autonomiste (FA), entre 1998 et 2001.

### Années 2000

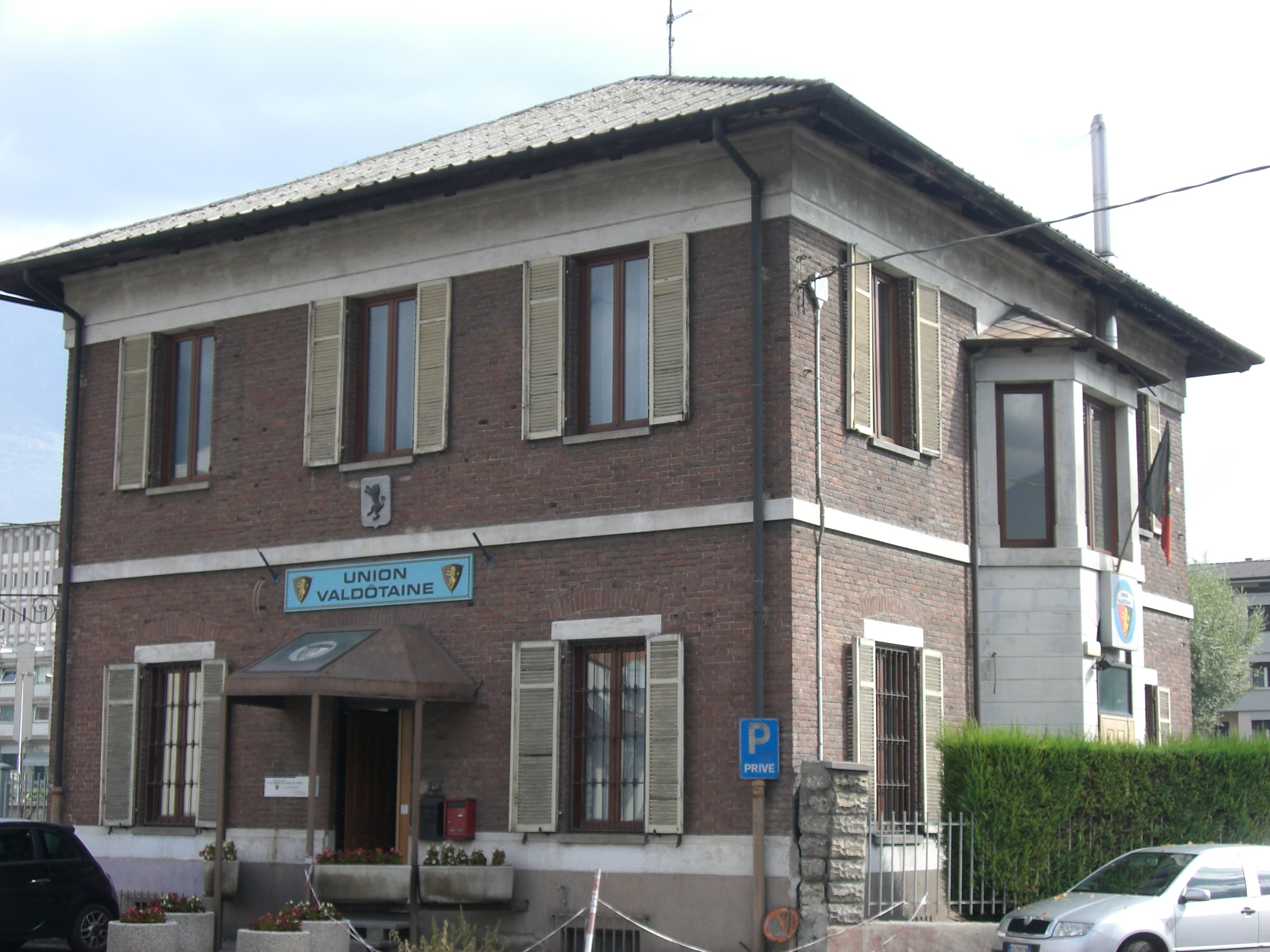
Le siège du parti, avenue des maquisards, à Aoste

Aux élections générales italiennes de 2001, l'UV fait élire un sénateur, Auguste Rollandin, et un député, Ivo Collé, membre de Stella Alpina. Le président de la région, Dino Viérin, est également issu du mouvement.
Aux élections régionales de 2003, l’UV obtient un résultat historique, en remportant la majorité absolue des sièges au Conseil de la Vallée avec 47,24 % des voix et 18 des 35 sièges. Lucien Caveri est le candidat le mieux élu avec plus de 7 313 voix, mais Charles Perrin, avec 4 139 voix, est choisi comme nouveau président de la région par le fait d’être un élément « neutre » parmi les différents courants intérieurs du mouvement. Le gouvernement Perrin se caractérise par une constante instabilité avant de démissionner le 21 juin 2005. Lucien Caveri est alors élu nouveau président le 4 juillet suivant, tandis que Perrin s’éloigne du mouvement de façon polémique après en avoir été un membre pendant 30 ans.
Jusqu'en avril 2006, l'UV dispose au Parlement italien d'un sénateur, Rollandin, (c’est la seule région italienne à n’être représentée que par un seul sénateur et par un seul député) qui est alors allié à l'Union (centre gauche), élu en mai 2001 dans le collège uninominal et qui avait adhéré au groupe sénatorial « Pour les autonomies ».
De 2000 à 2003, Lucien Caveri est député européen UV (groupe ELDR), élu sur une liste alliée avec les Démocrates de gauche de Romano Prodi, pendant un mandat partiel de juin 2000 à juillet 2003.
En revanche, le député Ivo Collé est un autonomiste, qui avait quitté l'UV pour le mouvement Stella Alpina, membre du groupe mixte (sous-groupe minorités linguistiques) à la Chambres des députés.
L'Union valdôtaine est alors un parti membre de l’Alliance libre européenne et était alliée à L'Olivier pour les élections européennes de juin 2004, mais dont la liste n'obtient que 29 430 votes, soit 0,1 % des voix.

### Coalition régionaliste

#### Éloignement du centre gauche et scissions
Aux élections générales italiennes de 2006, l'UV s'éloigne du centre gauche, et, après des années d'alliance avec les démocrates de gauche, elle forme une liste unitaire appelée Vallée d'Aoste Autonomie Progrès Fédéralisme avec le mouvement Stella Alpina et la Fédération autonomiste. À cause de cette décision, plus de cinquante membres quittent l'Union, parmi lesquels l'ancien président Charles Perrin, pour former le mouvement Pour une Union valdôtaine libre, qui soutient L'Union de centre gauche.
La liste UV obtient dans la région Vallée d'Aoste 30 % à la chambre des députés et 32 % au Sénat, des résultats non suffisants pour élire des parlementaires : la liste de centre gauche Autonomie Liberté Démocratie, qui soutient Romano Prodi, remporte les postes du député, Charles Perrin lui-même (43 % des voix), et du sénateur, Robert Nicco (44 % des voix) qui représentent la région autonome à Rome.
En juillet 2006, une seconde vague d'unionistes, guidée par l'ancien assesseur des ouvrages publics Franco Vallet, ensemble avec le nouveau sénateur Robert Nicco et Charles Perrin, fondent un nouveau mouvement appelé Renouveau valdôtain, qui s'inspire aux idéaux unionistes des premières années. Ce mouvement représente le second parti de scission après Vallée d'Aoste Vive, créé en 2005 par un autre ancien président de la région autonome, Robert Louvin.
Aux élections législatives de 2008, l'UV se présente dans la liste Vallée d'Aoste Autonomie Progrès Fédéralisme avec la Fédération autonomiste et Stella Alpina. Lors des élections générales de 2008, le représentant de l'UV, Antoine Fosson, fut élu au Sénat par la coalition régionaliste, battant le sortant Charles Perrin (41,4 % contre 37,4 %), mais candidat ne put remporter le siège de la Chambre des députés, puisque Ego Perron fut battu de peu par le sortant Robert Nicco du Parti démocrate (37,8 % contre 39,1 %). Le sénateur Fosson, qui s'abstint de la motion de confiance au quatrième cabinet de Silvio Berlusconi, s'unit à un groupe centriste composé du Parti populaire sud-tyrolien (comme de coutume), l'Union des démocrates chrétiens et du centre (trois membres, tous de Sicile, le représentant du Mouvement associatif des Italiens à l'étranger et trois sénateurs à vie (Giulio Andreotti, Francesco Cossiga et Emilio Colombo).
Lors des élections régionales du 25 mai 2008, UV obtint 44,39 % des voix et 17 conseillers régionaux (sur un total de 35), tandis que la coalition régionaliste obtint 62,0 % des voix et une ample majorité de 23 conseillers régionaux. Auguste Rollandin fut le conseiller régional le plus voté avec 13 836 voix de préférence, tandis que le président sortant Lucien Caveri arriva seulement en septième position avec 2 770 voix (en comparaison avec les 7 313 qu'il avait antérieurement obtenus) et le chef du parti Guy Césal ne fut pas même réélu, demeurant à la 25e place. Rollandin prêta serment comme nouveau président, remplaçant Lucien Caveri, qui déclara que « Celui qui obtient le plus de voix doit être président ».

#### Présidence d'Ego Perron
Après la débâcle de Césal lors des élections régionales, Ego Perron est élu président de l'UV le 23 novembre 2008 au congrès de Saint-Vincent.
Aux élections européennes de 2009, l'UV se présente avec Le Peuple de la liberté de Silvio Berlusconi, en s'alliant ainsi pour la première fois dans son histoire avec une coalition de centre droit. Cet accord, visant l'élection d'un parlementaire européen qui puisse protéger les intérêts de la Vallée d'Aoste, n'atteint pas son but. La stratégie s'appuyait sur une clause de la loi électorale italienne qui permet de surmonter la limite de 4 % aux forces politiques représentant les minorités linguistiques lorsque ces dernières sont alliées avec un parti qui l'a surmontée.
Avec l'émergence en 2006 du Renouveau valdôtain (plus marqué à gauche), devenu et renforcé en 2011 sous le nom de l'ALPE (Autonomie Liberté Participation Écologie), ne détenant plus que le député de la région et 17 conseillers, l'UV est clairement concurrencée dans son rôle de mouvement prépondérant de la région autonome.
Pour les élections générales italiennes de 2013, l'UV s'allie avec Stella Alpina et la Fédération autonomiste avec lesquelles elle présente un candidat au Sénat, Albert Lanièce, et un candidat à la Chambre, Rudi Marguerettaz (ce dernier étant du mouvement Stella alpina). Tous les deux sont élus.
Lors des élections régionales de mai 2013, l'Union, alliée à la Stella Alpina, remporte 15 sièges de conseillers (sur 35) et demeure le principal parti du Conseil de la Vallée. Auguste Rollandin est reconduit à la tête du gouvernement.

#### Présidence d'Ennio Pastoret
En novembre 2013, Ennio Pastoret succède à Ego Perron à la présidence de l'UV.
En novembre 2016, deux conseillers régionaux, Claudio Restano et l'ancien sénateur Antoine Fosson quittent l'Union valdôtaine en raison de désaccords avec Auguste Rollandin et créent le groupe parlementaire Pour notre Vallée. En mars 2017, PNV s'associe à une motion de censure contre Rollandin qui doit démissionner. Un nouveau gouvernement dirigé par Pierluigi Marquis est formé, sans l'Union valdôtaine. En octobre suivant, Marquis démissionne à son tour et est remplacé par Laurent Viérin, de l'Union valdôtaine progressiste, qui forme un gouvernement associant cette fois-ci l'UV.

### Dans l'opposition
Le 20 mai 2018, lors des élections régionales, l'UV arrive en tête mais ne recueille que 19,25 % des voix et obtient sept sièges au conseil régional. Un mois plus tard, sa représentation est réduite à six après la défection d'Emily Rini qui siège comme indépendante et soutient le nouveau gouvernement dirigé par Nicoletta Spelgatti, de la Ligue du Nord. L'UV se retrouve dans l'opposition.

### Retour au gouvernement
À la suite d'une motion de censure contre le gouvernement Spelgatti, Antoine Fosson, membre de Pour notre vallée (PNV), est élu président de la région le 10 décembre 2018 et forme une nouvelle junte de gouvernement regroupant son parti, ainsi que l'Union valdôtaine, l'Union valdôtaine progressiste, Autonomie Liberté Participation Écologie et la Stella Alpina. Auguste Rollandin devient vice-président du Conseil de la Vallée, mais il doit démissionner de cette fonction en avril 2019 après avoir été condamné à une peine de prison pour corruption. Il est remplacé par Joël Farcoz.
Le conseiller régional Marco Sorbara et le conseiller municipal à Aoste Nicola Prettico son arrêtés et suspendus le 23 janvier et remplacés par Giovanni Barocco et Elisabetta Tubère respectivement.
Fosson démissionne le 16 décembre 2019 en raison de soupçons de liens avec la mafia. Il est alors remplacé à titre intérimaire par Renzo Testolin, membre de l'UV.
Au même moment, le chef de groupe Luca Bianchi démissionne à la suite d'une mise en examen, et il est remplacé par le président de l'UV Erik Lavévaz. Le conseiller Giovanni Barocco quitte le mouvement à la fin de l'année.
Lors des élections régionales anticipées de septembre 2020, l'UV est largement devancée par la Ligue du Nord mais, avec 15,83 % des voix elle obtient sept sièges au conseil de la Vallée. Le 21 octobre suivant, Erik Lavévaz est élu président de la région par 20 voix sur 35 et forme une nouvelle junte de gouvernement qui regroupe l'UV, le Parti démocrate, la Stella Alpina, l'Alliance valdôtaine et Vallée d'Aoste unie.
Lors du congrès de l'UV du 5 juin 2021, Cristina Machet est élue présidente.
En 2024, Joël Farcoz est élu président.

## Présidents
- Séverin Caveri (1945-1974)
- Mario Andrione (1974-1975)
- Joseph-César Perrin (1975-1984)
- Alexis Bétemps (1984-1996)
- Charles Perrin (1996-1998)
- Auguste Rollandin (1998-2001)
- Aurelio Marguerettaz (2001-2003)
- Manuela Zublena (2003-2006)
- Guy Césal (2006-2008)
- Ego Perron (2008-2013)
- Ennio Pastoret (2013-2018)
- Erik Lavévaz (2018 - 2021)
- Cristina Machet (2021 - 2024)
- Joël Farcoz (2024 - actuellement)